# 王暟
開城侯王暟（韓語：개성후 왕개，？—1062年10月3日（八月二十八）），是高麗國第十任君主靖宗王亨的第四子。

## 生平
王暟的生母是容懿王后韓氏，有兩位兄長：哀殤君王昉和樂浪侯王璥。他的外祖父是韓彥恭（韓語：한언공）之子門下侍中韓祚（韓語：한조），而庶母容信王后韓氏也是他的姨姨；其子王詗就是他異母兄長。
叔父文宗即位後，在文宗六年（1052年）冊封為開府儀同三司、守太尉兼尙書令、上柱國、開城侯（韓語：개부의동삼사 수태위 겸 상서령 상주국 개성후），食邑二千戶，後加上「資仁保理佐化功臣」（韓語：자인보리좌화공신）的稱號。
文宗十六年（1062年），王暟去世，諡號慎殤（신상）。